# Egon Blum

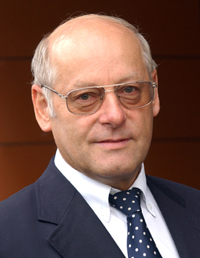
Egon Blum (2003)

Egon Blum (* 8. Februar 1940 in Höchst) ist ein österreichischer Unternehmensberater, Konstrukteur, Werkzeugmacher, Funktionär und Namensgeber für den Blum-Bonus.

## Leben und Schulbildung
Egon Blum lebt in Höchst, ist verheiratet und hat drei Töchter. Er besuchte die Pflichtschule.

## Beruf und Weiterbildung
Nach der Pflichtschule absolvierte er die Werkzeugmacher-Lehre bei der Firma Max Hermann, Maschinenbau, in Hard, die er 1959 mit der Gesellenprüfung abschloss. Seine mangelhafte Ausbildung während der Lehrzeit war prägend für sein Engagement zur Verbesserung der Situation bei der Lehrlingsausbildung in Österreich.
Von 1960 bis 1970 war er als Konstrukteur und Abteilungsleiter bei der Firma Starrag, Rorschacherberg in der Schweiz tätig. 1964 legte er die Schweizer Werkmeisterprüfung ab. In weiterer Folge das Handelsdiplom für Kaufleute und verschiedene andere Ausbildungen. Von 1970 bis 2005 war Blum Leiter der Technik und Mitglied der Geschäftsleitung (Bereiche: Entwicklung, Betriebsmittelkonstruktion, Werkzeug- und Spezialmaschinenbau, Qualitätssicherung und die Lehrlingsausbildung) bei der Firma Julius Blum in Höchst. 
Ab 1973 war Blum in überbetrieblichen Funktionen tätig, insbesondere in Bezug auf die berufliche Erstausbildung von Jugendlichen via Lehre oder berufsbildende mittlere und höhere Schulen.

## Sonstige Funktionen
1973 war er Hauptinitiator bei der Gründung des Arbeitskreises „Lehrlingsausbildung“ der VEM (Vorarlberger Elektro- und Metallindustrie). In dieser Einrichtung hatte er bis 2010 den Vorsitz inne. Seit der Gründung des Landesberufsausbildungsbeirates war Blum als Vertreter der Industrie über ein Jahrzehnt engagiert. Von 1990 bis 2008 bzw. 2010 war Blum Präsident der Kuratorien der HTL Bregenz und der HTL Rankweil. 
Zwischen 1995 und 2008 war er Mitglied des «Hochschulrates der Interstaatliche Hochschule für Technik NTB Buchs» in Buchs (Schweiz). 
Seit der Gründung bis April 2011 war er auch Mitglied des Hochschulrates der Pädagogischen Hochschule Vorarlbergs und Beirat der Lebenshilfe Vorarlberg. Als Beirat war er an der Gründung des ÜAZ (Überbetriebliches Ausbildungszentrum Vorarlberg) beteiligt.

## Regierungsbeauftragter

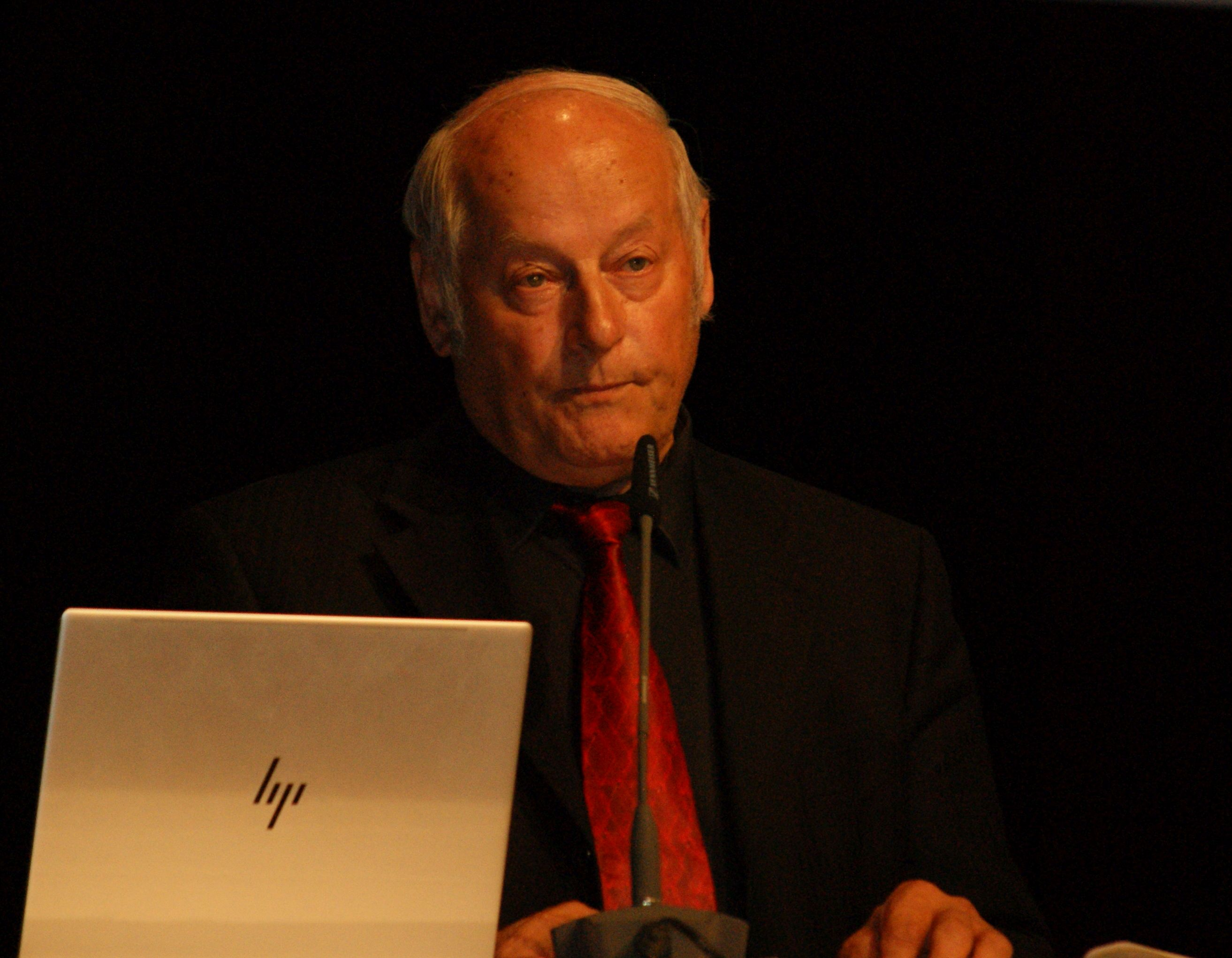
Egon Blum bei einer Veranstaltung des Europäischen Wirtschafts- und Sozialausschusses (EWSA) in Feldkirch am 11. Oktober 2018

Zwischen November 2003 und Dezember 2008 war Blum Beauftragter der Bundesregierungen Schüssel II und Gusenbauer für „Jugendbeschäftigung und Lehrlingsausbildung“. In Zusammenhang mit dieser Tätigkeit, wurde der Blum-Bonus entwickelt, ein Fördermodell zur Unterstützung der betrieblichen Lehrlingsausbildung in Österreich. Mit diesem ab 2003 eingeführten „Blum-Bonus“ erhielten Unternehmen für die Schaffung zusätzlicher Lehrstellen eine Entschädigung. Zwischen 2003 und 2008 sollen dabei mehr als 12.500 zusätzliche betriebliche Lehrstellen in Österreich geschaffen worden sein.

## Kritik an der Abschiebepraxis in Österreich
Blum stellt sich klar gegen die von der rechtspopulistischen ÖVP/FPÖ Regierung unter Sebastian Kurz vorgenommene Änderung der Rechtslage, wodurch qualifizierte Lehrlinge, die Asylwerber sind, abgeschoben werden. Er hält dies für einen Fehler. 

„Unter den Asylwerbern befinden sich viele Jugendliche, die Eignung, Neigung und Motivation haben, eine Lehre in einem Mangelberuf zu absolvieren. Man muss ihnen eine Chance geben, weil sie niemandem einen Lehrplatz wegnehmen und gleichzeitig ein Manko in Zeiten des Fachkräftemangels minimieren. Warum man diese jungen Menschen aus dem Verkehr ziehen will, ist für mich nicht nachvollziehbar“

## Ehrungen
- Großes Verdienstzeichen des Landes Vorarlberg, 1993
- Anton Benya Hauptpreis für Verdienste um die Lehrlingsausbildung sowie das Projekt "Lehre und Matura", 1997
- Auszeichnung der Hans-Huber-Stiftung, 1998
- Großes Ehrenzeichen für Verdienste um die Republik;Österreich, 1999[12]
- Verleihung des Titels „Kommerzialrat“ für Verdienste um die Österreichische Wirtschaft, 2003[13]
- Ehrenpräsident des Kuratoriums der HTL Bregenz, 2009
- Toni-Russ-Preis mit Ring, 2015[4]